# Juan Fermín Colmenares
Juan Fermín Colmenares (Yaritagua, estado Yaracuy, Venezuela, 7 de julio de 1833-Urachiche, 1 de septiembre de 1876) fue un militar y político venezolano que participó en la Guerra Federal como federalista y fue candidato presidencial.

## Vida
Participó en la Guerra Federal. El 12 de agosto de 1862 tomó Chivacoa junto al federalista José Desiderio Trías. Al día siguiente pusieron sitio a San Felipe. A fines de año participó en la Batalla de Buchivacoa.
Durante la Batalla de Barquisimeto de 1974 fue el encargado de defender la ciudad junto al general  Rafael Márquez Arana. En 1875 se postuló como candidato presidencial, pero pronto declinó su candidatura en favor del general Hermenegildo Zavarce para la contienda electoral de 1876.

### Asesinato
Fue asesinado por partidarios de Francisco Linares Alcántara el 1 de septiembre de 1876 en las cercanías de Urachiche. Ingresó al Panteón Nacional el 20 de agosto de 1881.